# Уэлсом, Эйлин
Эйлин Уэлсом (анг. Eileen Welsome, родилась 12 марта 1951 г.) — американская журналистка и писательница.

## Биография
Уэлсом окончила Техасский университет в Остине в 1980 году со степенью бакалавра журналистики и начала карьеру в журналистике в качестве репортера Beaumont Enterprise. Она работала в газетах San Antonio Light и San Antonio Express-News прежде чем присоединиться к команде Albuquerque Tribune в 1987 году и расследовала деятельность Комиссии по атомной энергии США (AEC). 

## Признание
Уэлсом получила Пулитцеровскую премию за национальную журналистику в 1994 году, будучи репортером газеты Albuquerque Tribune за рассказ из трех частей под названием «Эксперимент с плутонием», опубликованный 15 ноября 1993 года. По результату этой публикации Правительство США создало Консультативный комитет по радиационным экспериментам на человеке для проведения дальнейшего расследования.  
Она была удостоена премии за статьи об экспериментах правительства США по облучению людей, проведенных во время холодной войны на американских гражданах без их ведома. Уэлсом также получила премию Джорджа Полка, премию Selden Ring Award за журналистские расследования, золотую медаль журналистов-расследователей и редакторов, премию Heywood Broun Award, а также награды National Headliners Association и Associated Press. 

## Плутониевые файлы
В 1999 году Уэлсом написала книгу «Плутониевые файлы: секретные медицинские эксперименты Америки во время холодной войны». Основой расследования были документы об опытах над людьми в Мемориальной больнице Стронга. В 2000 году за эту работу Уэлсом получила премию Martha Albrand Award в области документальной литературы и премию West Award ПЕН-центра США в области научной литературы.

## Внешние ссылки
- Плутониевые файлы: секретные медицинские эксперименты Америки во время холодной войны
- Федеральные радиационные испытания